# Легде/Квитцёбель
Легде/Квитцёбель (нем. Legde/Quitzöbel) — коммуна в Германии, в земле Бранденбург.
Входит в состав района Пригниц. Подчиняется управлению Бад Вильснак/Вайзен.  Население составляет 656 человек (на 31 декабря 2010 года). Занимает площадь 41,42 км².
| Год  | Население |
| ---- | --------- |
| 2005 | 738       |
| 2010 | 672       |